# Trachycladidae
Trachycladidae is een familie van sponsdieren uit de klasse van de Demospongiae (gewone sponzen). 

## Geslachten
- Rhaphidhistia Carter, 1879
- Trachycladus Carter, 1879